# Ochrolechia subathallina
Ochrolechia subathallina är en lavart som beskrevs av Hugo Magnusson. Ochrolechia subathallina ingår i släktet Ochrolechia och familjen Ochrolechiaceae.   Inga underarter finns listade i Catalogue of Life.